# Trasmolen

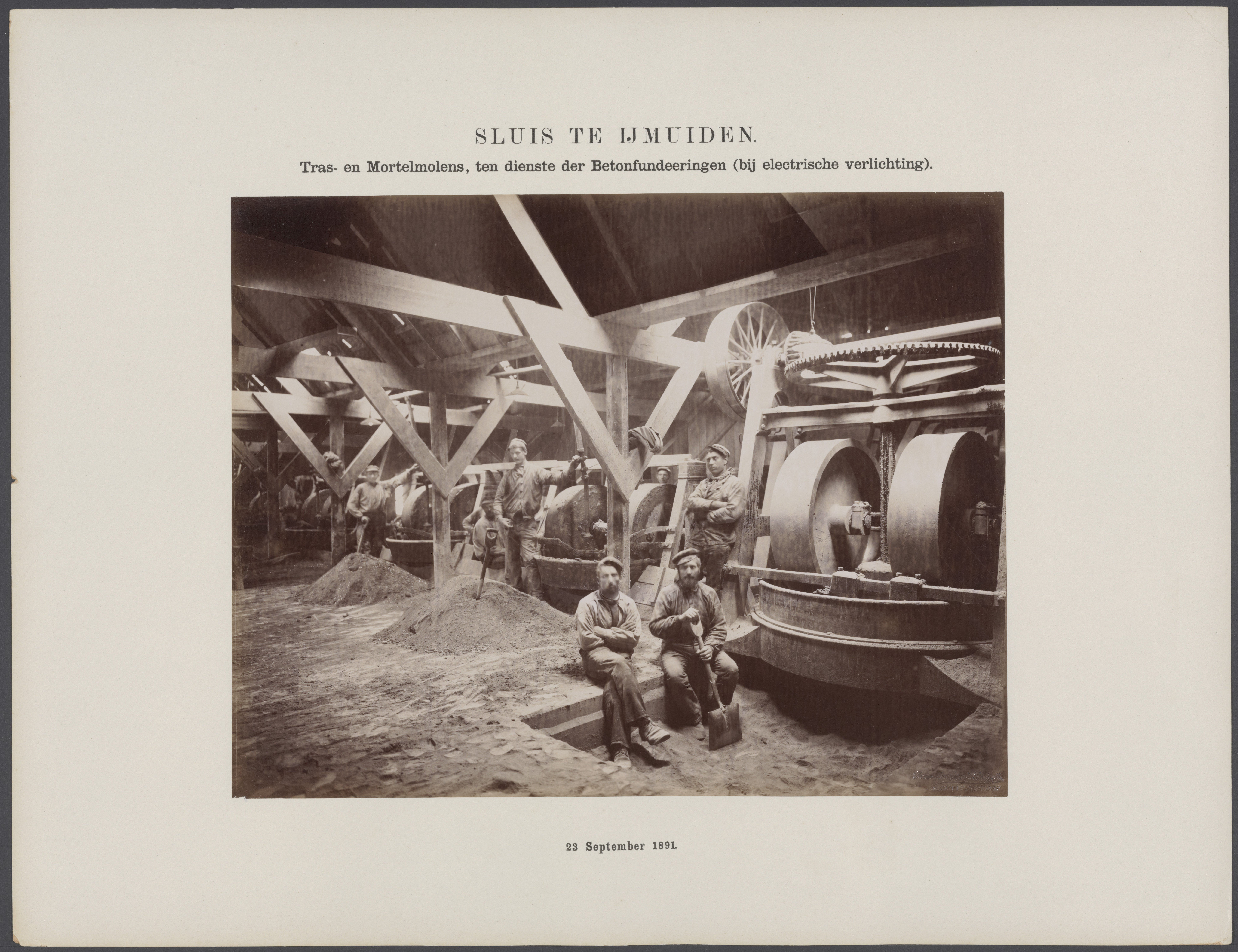
Tras- en mortelmolens

Een trasmolen is een molen die tufsteen tot tras maalt ten behoeve van de productie van cement en mortel. Vaak fungeerde de molen ook als krijtmolen om de eveneens voor de cementproductie noodzakelijke kalk te vermalen.
Meestal betrof het windmolens en deze waren vooral in West-Nederland te vinden, zoals in Dordrecht, de Zaanstreek, Utrecht, en d'Admiraal te Buiksloot.
In 1858 waren er in Nederland nog 56 trasmolens, en wel 16 in Zuid-Holland, 14 in Friesland, 12 in Noord-Holland, 4 in Noord-Brabant, 4 in Gelderland, 3 in Utrecht, 2 in Limburg en 1 in Groningen.
De eerste trasmolen die met een stoommachine werd uitgerust was de tras- en oliemolen van de firma Noury & van der Lande te Deventer. Ondanks deze mechanisering verdwenen de meeste trasmolens tegen het einde van de 19e eeuw.